# 200 mètres masculin aux Jeux olympiques d'été de 1956 (athlétisme)
Pour un article plus général, voir Athlétisme aux Jeux olympiques d'été de 1956.
Navigation
Helsinki 1952 Rome 1960
L'épreuve du 200 mètres masculin aux Jeux olympiques d'été de 1956 s'est déroulée les 26 et 27 novembre 1956 au Melbourne Cricket Ground de Melbourne, en Australie. Elle a été remportée par l'Américain Bobby Joe Morrow.

## Résultats

### Finale
| Rang               | Athlète                        | Temps   |
| ------------------ | ------------------------------ | ------- |
| Médaille d'or      | Bobby Joe Morrow (USA)         | 20 s 75 |
| Médaille d'argent  | Andy Stanfield (USA)           | 20 s 97 |
| Médaille de bronze | Thane Baker (USA)              | 21 s 05 |
| 4                  | Mike Agostini (TRI)            | 21 s 35 |
| 5                  | Boris Tokarev (URS)            | 21 s 42 |
| 6                  | José Telles da Conceição (BRA) | 21 s 56 |